# Escut i bandera d'Orpesa
L'escut i la bandera d'Orpesa són els símbols representatius d'Orpesa, municipi del País Valencià, a la comarca de la Plana Alta.

## Escut heràldic
L'escut oficial té el següent blasonament:
| « | Escut quadrilong de punta redona. D'atzur, sobre roques d'argent, un castell d'or, maçonat de sable i aclarit de gules. De la torre de l'homenatge sobreïx una bandera d'argent amb l'asta del mateix metall. Al timbre, corona reial oberta. | » |

## Bandera
La bandera d'Orpesa és un símbol vexil·lològic dissenyat a partir de l'escut. Té la següent descripció oficial:
| « | Bandera de proporcions 2:3. Partida per mitat horitzontal. Dalt de blau, baix d'argent o gris perla. Al centre un castell d'or maçonat de negre, aclarit de roig; de la torre de l'homenatge ix una bandera d'argent o gris perla. | » |

## Història

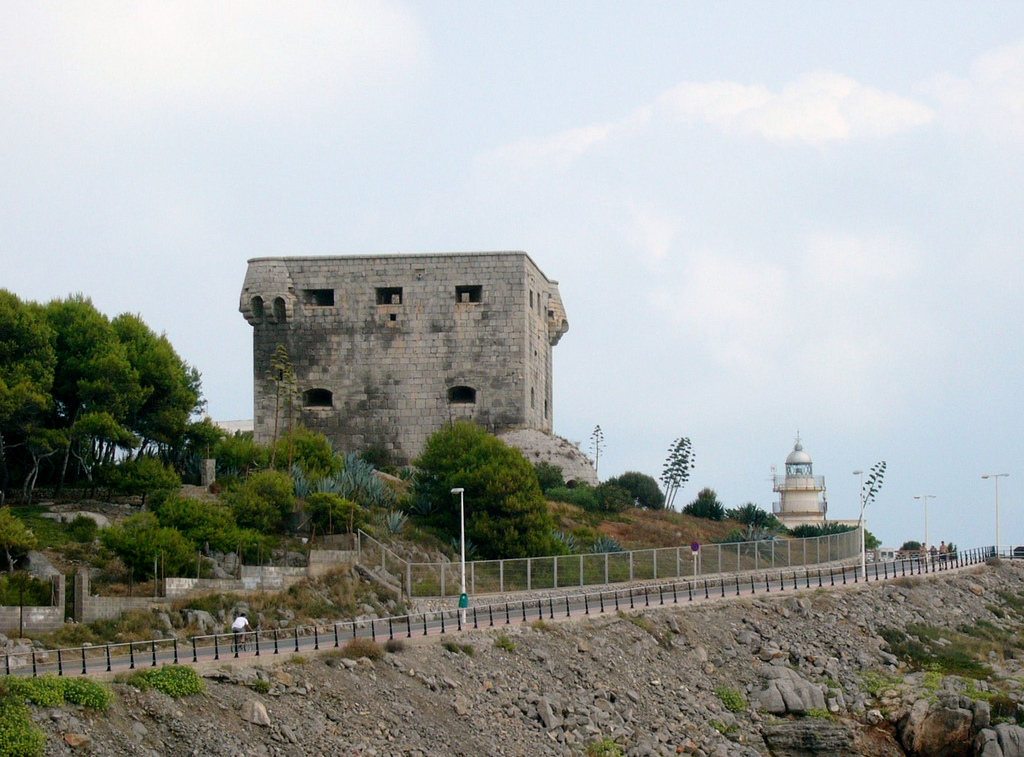
Torre del Rei.

L'escut s'aprovà per resolució de 20 de juny de 2000 del conseller de Justícia i Administracions Públiques, publicada en el DOGV núm. 3.797, de 20 de juliol de 2000.
Es tracta de l'escut tradicional de la vila, si més no des de mitjan segle xix, i sembla que no al·ludeix a l'antic castell d'Orpesa, del qual resten només alguns trossos de muralla, sinó a la Torre del Rei, en record de Felip II.

Segell de l'Ajuntament, 1876, AHN.

Segell de l'Alcaldia, 1876, AHN.

En l'Arxiu Històric Nacional es conserven dos segells en tinta d'Orpesa de 1876, un de l'Ajuntament i l'altre de l'Alcaldia. Hi apareix el castell sobre les roques. Els segells van acompanyats de la següent nota:
| « | (castellà) Los hechos históricos arriba estampados que usa este Municipio, simbolizan el recuerdo de un magnífico castillo con su torre en medio de bastante altura, cituado hacia el norte de esta villa, el cual fué minado por los «Franceses» reduciendo al tiempo de su desolación, las dos terceras partes de las moradas á escombros. | (català) Els fets històrics, estampats al damunt, que fan servir aquest Municipi, simbolitzen el record d'un magnífic castell amb la seua torre enmig, de força alçada, situat cap al nord d'aquesta vila, el qual va ser minat pels «Francesos» reduint alhora de la seua desolació, les dues terceres parts de les morades a enderrocs. | » |

En «Historia, Geografía y Estadística de la Provincia de Castellón» de Bernardo Mundina, de 1873, quan es parla de l'escut d'Orpesa, hi apareix la següent descripció:
| « | (castellà) Consta de un gran castillo de dos plazas con torreones, y en la parte céntrica y superior tiene una fuerte torre con su bandera enarbolada. | (català) Consta d'un gran castell de dues places amb torrasses, i a la part cèntrica i superior té una forta torre amb la seua bandera enarborada. | » |

La bandera fou aprovada per unanimitat pel ple municipal celebrat el 13 de maig de 2010. Després s'oficialitzà per Resolució de 15 de novembre de 2010, del conseller de Solidaritat i Ciutadania, publicada en el DOGV núm. 6.401, de 19 de novembre de 2010. Posteriorment es va dur a terme una correcció d'errades publicada en el DOGV núm. 6.435, de l'11 de gener de 2011.